# بلیرتون (ویرجینیای غربی)
بلیرتون (به انگلیسی: Blairton) یک منطقهٔ مسکونی در ایالات متحده آمریکا است که در شهرستان برکلی، ویرجینیای غربی واقع شده‌است.